# دنیل ال. داکتروف
دنیل ال. داکتروف، (به انگلیسی: Daniel L. Doctoroff) (زاده ۱۱ ژوئیه ۱۹۵۸) کارآفرین، بازرگان و مدیر ارشد اجرایی آمریکایی است، که در حال حاضر به‌عنوان مدیر عامل اجرایی شرکت بلومبرگ ال.پی. فعالیت می‌کند.